# Weronika Pawlowna Pepeljajewa
Weronika Pawlowna Pepeljajewa (russisch Вероника Павловна Пепеляева; englische Schreibweise Veronika Pepelyaeva; * 3. August 2001) ist eine ehemalige russische Tennisspielerin.

## Karriere
Pepeljajewa begann mit vier Jahren das Tennisspielen und bevorzugt Hartplätze. Sie spielte vor allem bei Turnieren der ITF Women’s World Tennis Tour, wo sie zwei Titel im Doppel gewinnen konnte.
Bereits in jungen Jahren konnte sie mit beachtlichen Erfolgen aufwarten. Im Alter von neun und zehn Jahren galt sie als eine der besten Nachwuchstalente in Russland. Im Alter von zwölf Jahren spielte sie die ersten TE-Turniere und mit 16 Jahren dann die ersten ITF-Turniere.
2018 stand sie Anfang Mai zusammen mit ihrer Partnerin Anastassija Tichonowa beim mit 100.000 US-Dollar dotierten O1 Properties Ladies Cup in ihrem ersten Finale im Doppelwettbewerb eines ITF-Turniers. Die beiden verloren nach Siegen in den ersten drei Runden gegen Olga Doroschina und Anastassija Komardina mit 1:6 und 2:6.
2019 erreichte sie zu Beginn des Jahres bei den Australian Open das Achtelfinale im Juniorinneneinzel und zusammen mit ihrer Partnerin Avelina Sayfetdinova im Juniorinnendoppel. Im Juli erhielt sie zusammen mit ihrer Partnerin Anastassija Tichonowa eine Wildcard für den Doppelwettbewerb der Baltic Open, ihrem ersten Turnier auf der WTA Tour. Die beiden verloren ihr Auftaktmatch gegen Natela Dsalamidse und Paula Kania mit 1:6 und 1:6. Im September gewann sie dann an der Seite von Marija Tkatschowa ihren ersten ITF-Doppeltitel.

## Turniersiege

### Doppel
| Nr. | Datum              | Turnier             | Kategorie | Belag     | Partnerin             | Finalgegnerinnen                       | Ergebnis         |
| --- | ------------------ | ------------------- | --------- | --------- | --------------------- | -------------------------------------- | ---------------- |
| 1.  | 14. September 2019 | Schymkent           | ITF W15   | Sand      | Marija Tkatschowa     | Elina Awanessjan Wiktoryja Kanapazkaja | 6:4, 6:4         |
| 5.  | 24. Oktober 2020   | Scharm asch-Schaich | ITF W15   | Hartplatz | Anastassija Tichonowa | Bianca Fernandez Leylah Fernandez      | 4:6, 6:3, [10:6] |